# Stowarzyszenie Przyjaźni Koreańskiej
Stowarzyszenie Przyjaźni Koreańskiej (hisz. Asociación de Amistad con Corea, ang. Korean Friendship Association, KFA) - organizacja utworzona 13 listopada 2000 roku w Hiszpanii która ma na celu ocieplanie wizerunku KRLD i propagowanie przyjaźni z Koreańską Republiką Ludowo-Demokratyczną.
Według organizacji ma ona 10 000 członków i 43 oddziały w różnych krajach (min. Hiszpanii, Wielkiej Brytanii, Szwecji czy Polsce). Prezydentem organizacji jest Alejandro Cao De Benos.

## Aktywności
Stowarzyszenie Przyjaźni Koreańskiej zajmuje się tworzeniem treści promujących odbywanie wycieczek do KRLD, treści związanych z kulturą, zabytkami i polityką kraju. Stowarzyszenie popiera działania KRLD i udziela się w celu zdobycia poparcia dla tego kraju na arenie międzynarodowej. Członkowie stowarzyszenia organizują także różne spotkania i wykłady związane ze świętami państwowymi czy z aktualnymi wydarzeniami w Korei Północnej.

## Zobacz także
- Alejandro Cao De Benos
- Dermot Hudson
- KRLD